# ガブリチュウ
ガブリチュウは、明治チューインガム株式会社が1993年（平成5年）より製造・販売しているチューイングソフトキャンディ菓子。

## 概要
長さ10cmほどのチューイングソフトキャンディ。棒状になっており、食感は柔らかくかなり弾力がある。表面に薄く付着している白い粉はデンプンによるもの。
パッケージに「チューイングキャンデー」と記載されているため、チューイングという部分からチューインガムと混同しがちだが、ソフトキャンディの一種である。なお、パッケージ裏面にも「噛んで食べられるチューイングキャンデーです。」との表記がある。（後のパッケージ改良に伴い、現在はソフトキャンデーと記載）
常時販売されているのはグレープ、ラムネ、コーラ、ヨーグルトの4味。この4味は2011年7月にパッケージ・中身共に改良が行われており、またそれに伴い「自分で考えた味のガブリチュウが作ってもらえる」というコンテストが実施された。
4品以外には期間限定として定期的に発売されている味のほか、過去には多数の味が販売されていた。
駄菓子屋だけでなくスーパー、コンビニなどでもよく見かける商品である。

## シリーズ
レギュラー味
- グレープ
- ラムネ
- コーラ
- ヨーグルト
- メロンソーダ

期間限定味
- ホワイトソーダ
- パインソーダ
- ミルク
- 清水白桃

過去に販売されていた味
- ピーチ
- いちご
- ミルクコーヒー
- レモンスカッシュ
- りんご
- 青りんご
- すりおろしりんご
- ブルーベリー
- マンゴー
- マスカット

## 関連商品
- おまけガブリチュウ

ミニタイプのガブリチュウに動物や料理の形をした消しゴムが付属する、おまけ付き商品。
シリーズごとにテーマがあり、それに沿った消しゴムがランダムで入っている。
ミニタイプのガブリチュウはグレープ味のものとラムネ味のものが存在する。